# Corrado Fabi
Corrado Fabi (* 12. April 1961 in Mailand) ist ein ehemaliger italienischer Automobilrennfahrer. Fabi gewann 1982 die Formel-2-Europameisterschaft. Danach bestritt er eine Saison in der Formel 1, ohne in dieser Klasse einen Meisterschaftspunkt zu erzielen. Er ist der jüngere Bruder des Rennfahrers Teo Fabi.

## Motorsportkarriere

### Anfänge
Corrado Fabi begann seine Motorsportkarriere mit Kart-Rennen. Im Alter von 14 Jahren bekam er einen Werksfahrervertrag bei dem italienischen Kart-Hersteller Birel. 1978 wechselte Fabi in die Formel 3 und nahm dort an der italienischen Formel-3-Meisterschaft teil. 1980 fuhr er mit Michele Alboreto für das Team Euroracing und belegte in der Endwertung Platz drei.

### Formel 2
1981 nahm Fabi erstmals an der Formel-2-Europameisterschaft teil. Er fuhr für das Werksteam von March und wurde in seinem Debütjahr Fünfter der Fahrerwertung. Im folgenden Jahr blieb Fabi im March-Werksteam. Er gewann fünf von 13 Rennen und beendete zwei Rennen als Zweiter. Während der Saison kämpfte er mit seinem Teamkollegen Johnny Cecotto um die Führung in der Fahrerwertung. Nach dem letzten Rennen waren beide Fahrer punktgleich; aufgrund einer Besonderheit im Reglement wurden für die Meisterschaftswertung jedoch nur die besten neun Ergebnisse gezählt (sogenannte Streichresultate), sodass bei Cecotto letztlich ein Punkt weniger gewertet wurde als bei Fabi. Fabi wurde daraufhin Europameister, Cecotto Vizemeister.

### Formel 1
Sein Formel-1-Debüt gab Fabi beim Großen Preis von Brasilien in der Saison 1983 für die Osella Squadra Corse. Er konnte sich zu neun der fünfzehn Grand Prix zum Start qualifizieren, schied jedoch bei sieben Rennen vorzeitig aus. Seine Platzierungen waren ein zehnter und ein elfter Platz beim Großen Preis von Österreich und beim Großen Preis der Niederlande. 1984 teilte er sich den Platz im Brabham-Team mit seinem älteren Bruder Teo. Corrado startete dreimal und erreichte mit dem siebten Platz beim Großen Preis der USA seine insgesamt beste Formel-1-Platzierung. Im gleichen Jahr bestritt er in den USA einige Indy-Car-Rennen für Forsythe Racing. Mit elf Punkten belegte er am Ende des Jahres 1984 Rang 28 der Fahrerwertung.
Aus familiären Gründe beendete Fabi 1985 seine Motorsportkarriere. Seitdem kümmert er sich um das Unternehmen seiner Familie in Mailand.